# Желтушка луговая
Желтушка луговая, или желтушка обыкновенная, или желтушка малая (лат. Colias hyale) — дневная бабочка из рода желтушки (Colias) семейства белянок (Pieridae).

## Происхождение латинского названия
Гиала (греческая мифология) — одна из нимф Дианы, богини растительности.

## Описание
Длина переднего крыла самца 23—25 мм. Усики постепенно утолщаются к вершине, без резко обособленной булавы, снизу розовые, сверху тёмные. Крылья сверху бледные, желтовато-зелёные, иногда с тёмным налётом у корня. Переднее крыло сверху с тёмной каймой, не достигающей анального края; кайма содержит расплывчатое пятно цвета фона, дискальное пятно чёрное, сплошное, овальное. Заднее крыло сверху со слабым тёмным опылением по краю и двойным оранжевым дискальным пятном. Бахромка розовая. Фон нижней поверхности жёлтый.
Длина переднего крыла самки 23—28 мм. Рисунок как у самца, фон крыльев сверху почти белый, с лёгким желтоватым или зеленоватым оттенком. Тёмная краевая кайма на заднем крыле слабо развита, иногда отсутствует.
Гусеницы зелёные, с четырьмя продольными жёлтыми полосами, с двумя рядами чёрных точек на спинной стороне тела.

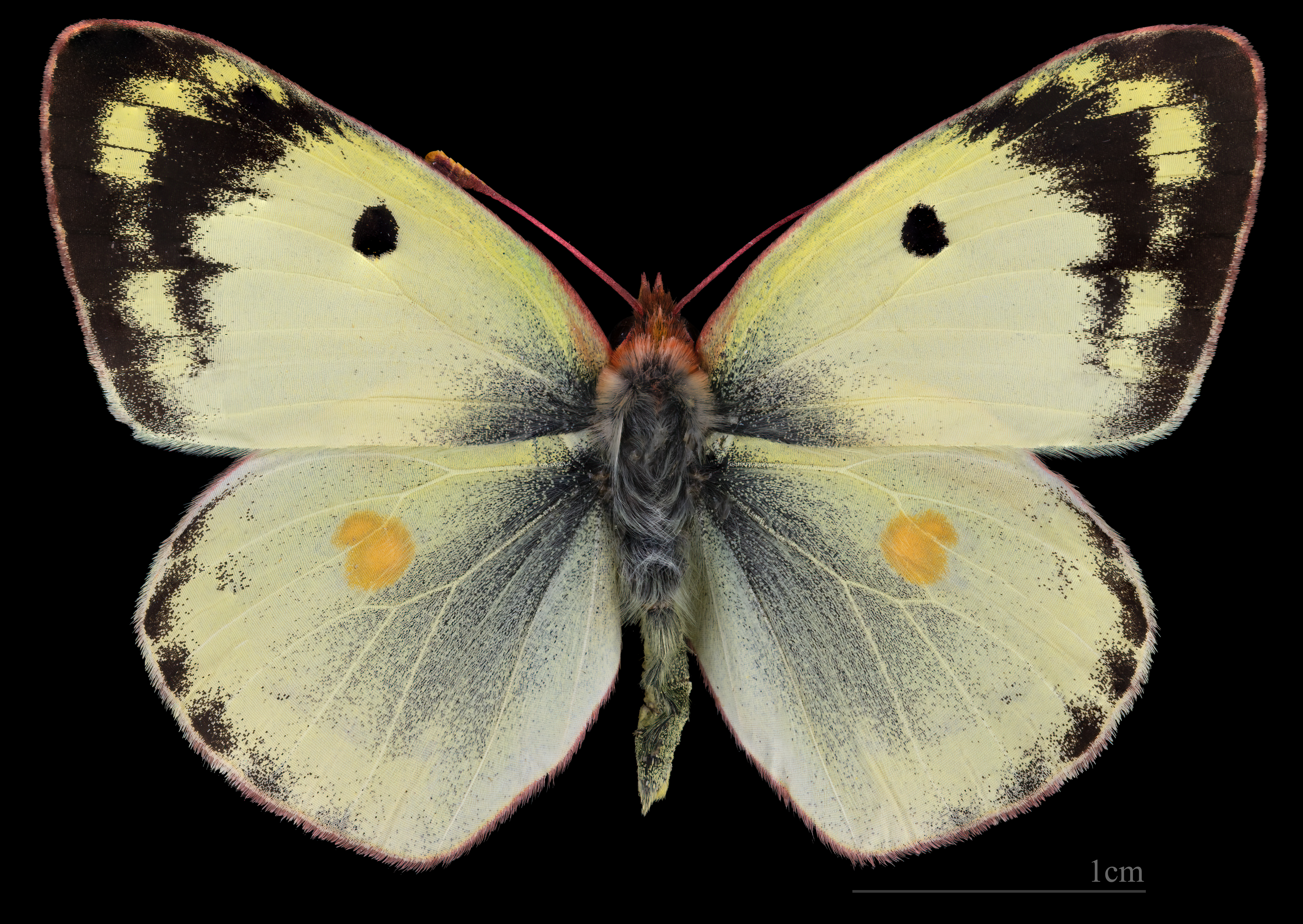
Colias hyale самец
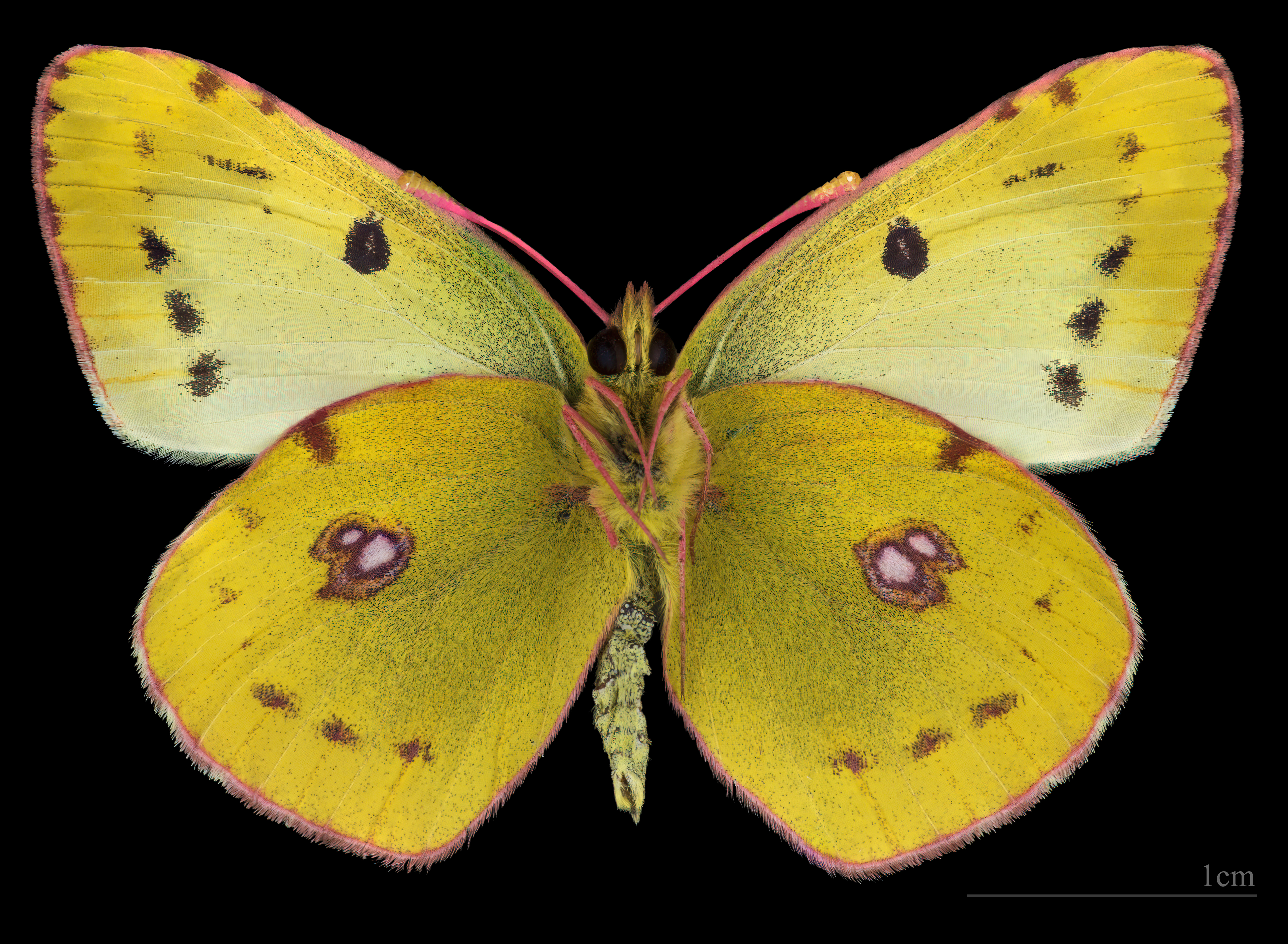
Colias hyale самец, нижняя сторона крыльев
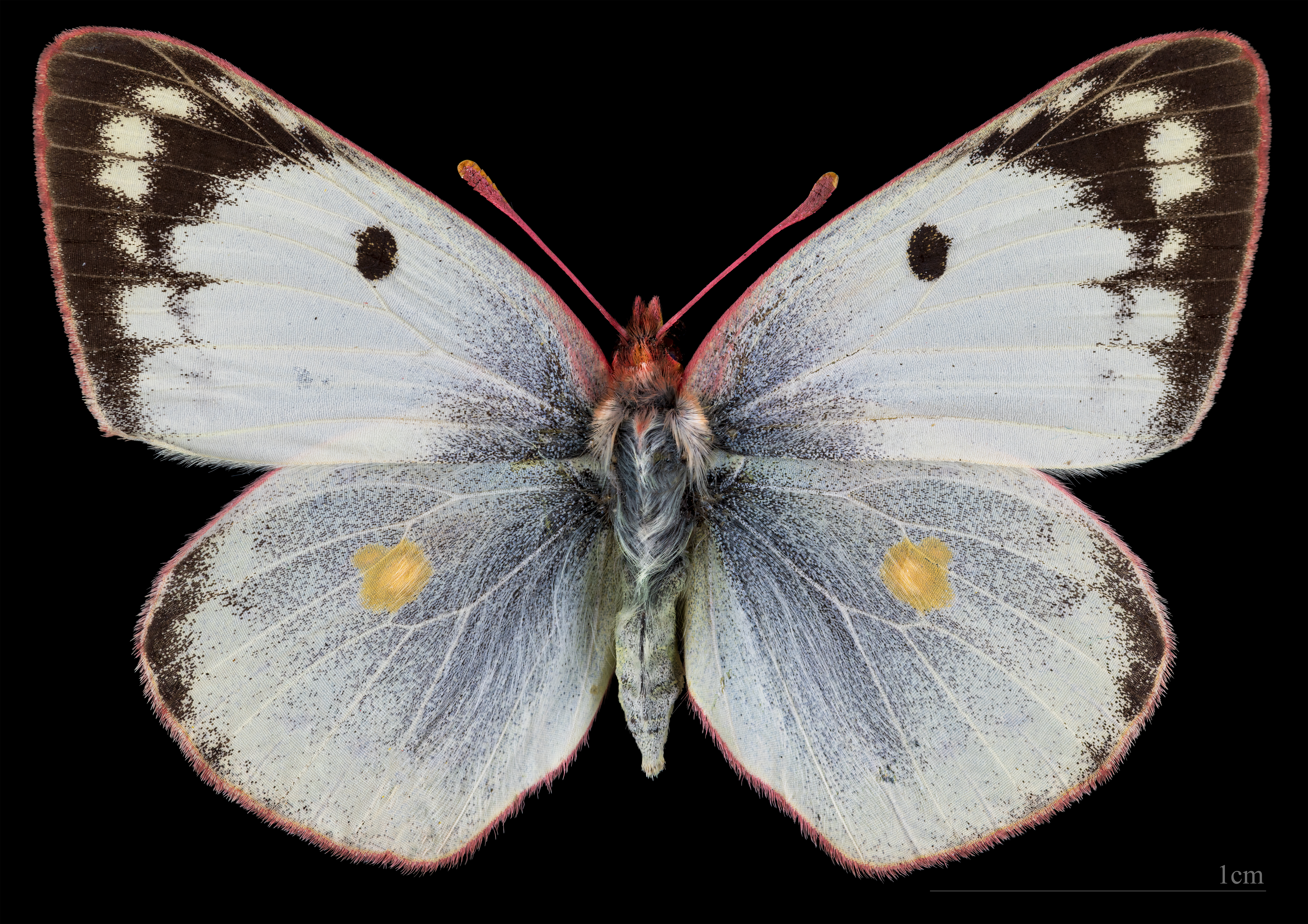
Colias hyale ♀
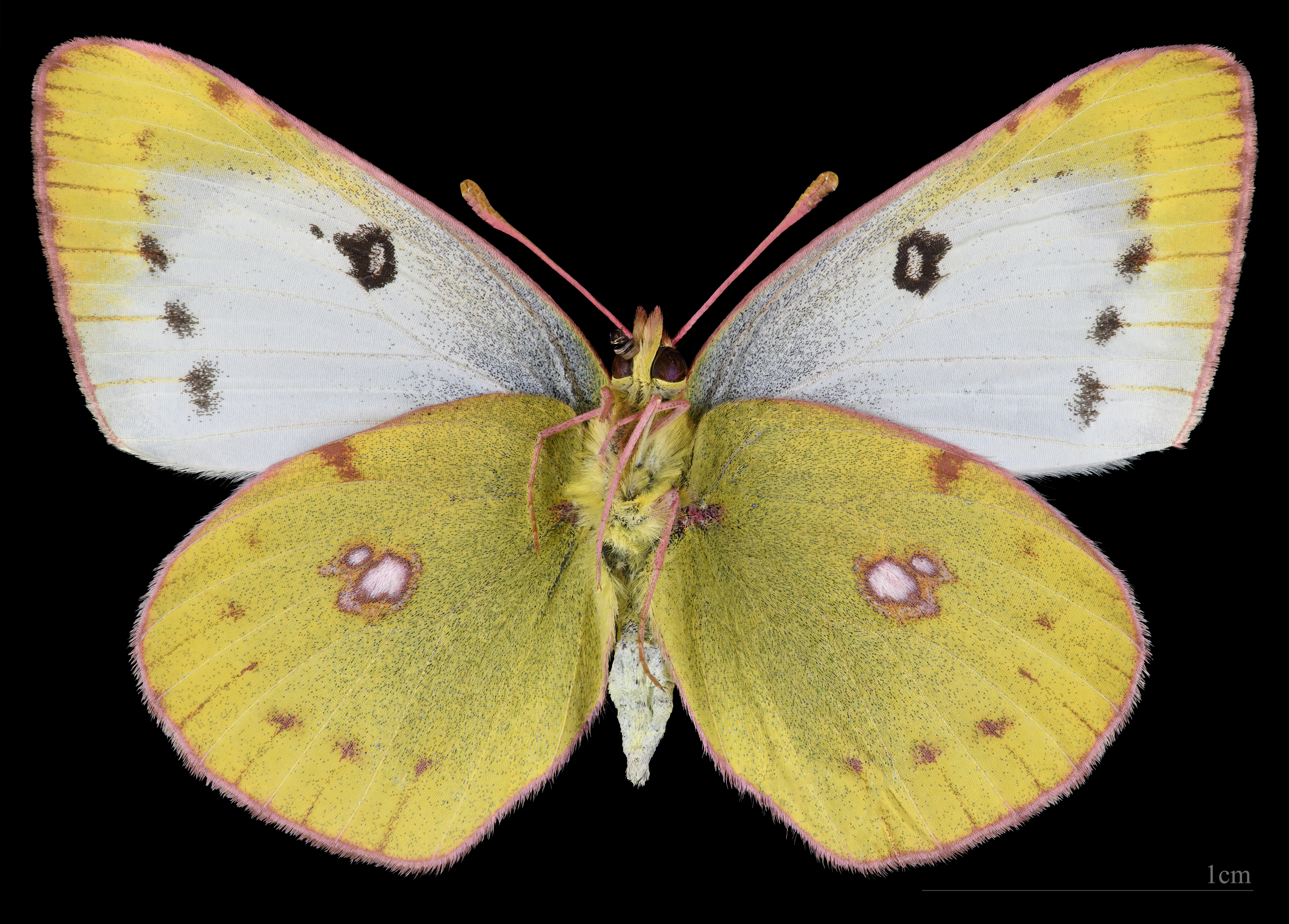
Colias hyale ♀ △
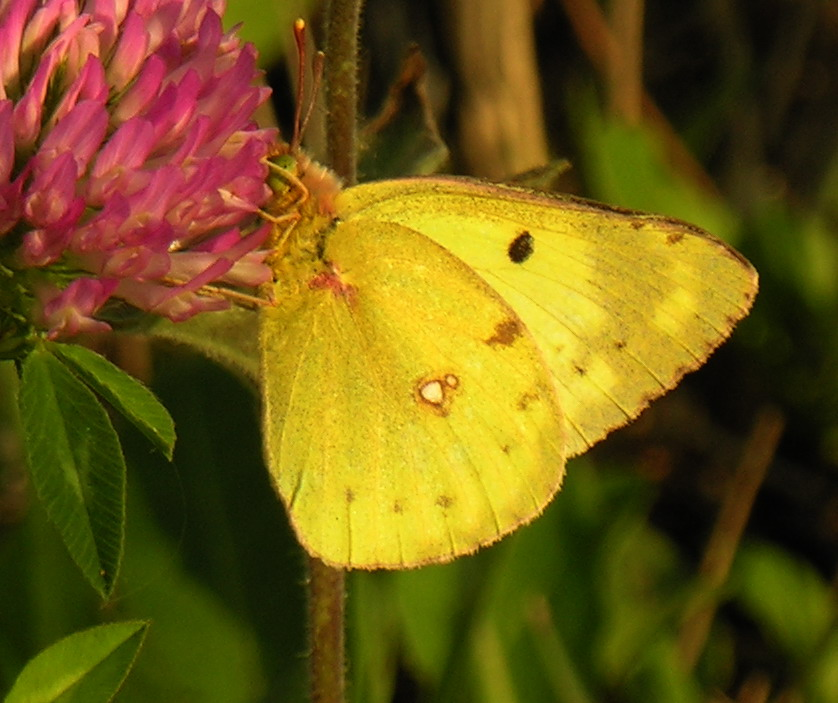
Нижняя сторона крыльев

## Распространение
Умеренный пояс Европы и Азии; в России европейская часть, кроме севера, Средняя и Южная Сибирь, на восток до Якутска и побережья Охотского моря в Хабаровском крае; Прибалтика, Беларусь, Украина, Молдова, Кавказ, Казахстан; средняя полоса и юг Западной Европы, Турция, Северо-Западный Китай, Монголия.

## Развитие
Развивается в двух, иногда в трёх поколениях. Самки откладывают яйца по 1—2 на нижнюю сторону листьев или стебли. Гусеницы появляются примерно через неделю, вначале скелетируют листья, потом обгрызают их с краёв. Гусеницы медлительные, обычно находятся в среднем ярусе травостоя. Закончив питание, они здесь же и окукливаются на стеблях. Гусеницы встречаются с июня до осени, перезимовывают под опадом или в поверхностном слое почвы и весной заканчивают своё развитие. Иногда зимуют куколки. Лёт бабочек на севере в июле — августе, а на юге — в течение всего летнего периода года (апрель — октябрь). В некоторые годы бабочки проявляют миграционную подвижность.
Гусеницы питаются различными бобовыми: горошком мышиным (Vicia cracca) и другими видами вики (Vicia), вязелем (Coronilla), люцерной (Medicago), лядвенцем (Lotus), ракитником (Cytisus), клевером (Trifolium).

## Классификация
Выделяют следующие подвиды желтушки луговой:
- Colias hyale hyale — Европа, Украина, Кыргызстан, Казахстан, Россия
- Colias hyale altaica — Алтай, Саяны
- Colias hyale alta — Тянь-Шань, Гиссар, Дарваз, Алай, Памир
- Colias hyale palidis — Восточная Сибирь
- Colias hyale irkutskana — Забайкалье
- Colias hyale novasinensis — Северный Китай (Ганьсу, Синин)